# Hălmăcioaia, Bacău
Hălmăcioaia este un sat în comuna Racova din județul Bacău, Moldova, România.